# Bob Sanders
Demond "Bob" Sanders (24 de fevereiro de 1981, Erie, Pensilvânia) é um ex jogador de futebol americano da National Football League que atuava na posição de safety. Seu apelido na liga profissional americana é "The Hitman" devido a sua habilidade de fazer hits e tackles. Ele também é conhecido como "The Sandman" por causa do seu sobrenome.

## Começo da carreira
Nascido com um nome (Demond) que para muitos era difícil de pronunciar, Sanders pediu para a mãe se ele podia mudar o nome. Mas sua mão sugeriu que ele usasse "Bob" como apelido e acabou pegando. Sanders estudou na Erie Central High School antes de ser transferido para Cathedral Preparatory School em Erie no estado americano da Pensilvânia onde começou a praticar futebol americano como running back e como safety. No futebol Americano, ele jogou por 4 anos sendo nomado duas vezes All-Conference. As a júnior, he was a third-team All-State selection. No seu segundo ano, ele foi capitão do time e conseguiu correr para 900 jardas e fazer 17 touchdowns liderando seu time a uma campanha de 13-1 garantindo uma vaga no State Championship Game. Sanders se formou na Cathedral Preparatory School em 2000. Ele também fez 7 sacks no high school state championship. Ele também praticou kickboxing na infância.

## Faculdade
Sanders não recebeu muitas oportunidades no esporte depois que se formou na escola devido ao seu tamanho e falta de porte físico que o futebol americano requer, mas lhe ofereceram uma vaga e ele aceitou uma bolsa na Universidade de Iowa. Ele fez 12 tackles e forcou um fumble em seu primeiro jogo contra Wisconsin e ele foi nomeado com uma mensão honrosa para All-Big Ten como calouro. Em 2001, Sanders começou 11 jogos liderou Iowa em tackles e por isso já começava a ser chamado de "Hitman."
Sanders fez 348 tackles em sua carreira em Iowa e ganhou grande popularidade entre os fãs devido a sua ferocidade e disposição em campo mas também ficou conhecido por se machucar com freguência. Ele se formou em Iowa em 2003, se formando em African-American World Studies.

## NFL

### Indianapolis Colts

#### Temporada de 2004: Rookie season
Apesar de Sanders ter jogado apenas até o Senior Bowl, ele impressionou os scouts nos testes físicos. Sanders é conhecido por seu porte atlético e por sua agressividade no campo, o que chamou a atenção de especialistas e comentaristas de futebol americano pelo fato de demonstrar grande liderança no campo.
Bob Sanders foi selecionado no segundo round (44° overall pick) no Draft de 2004 da NFL pelo Indianapolis Colts. Sanders é o único jogador escolhido no segundo round do draft na história da NFL a ser o último jogador do draft a fechar um acordo com o seu time.
Como rookie (calouro), Sanders começou jogando como backup do safety titular e também atuou no special teams. Apesar de sua primeira temporada na liga ter sido encurtada por fraturas tanto no pé quanto no joelho, ele teve boas performances durante a temporada regular. No dia 14 de novembro, ele fez 13 tackles e retornou um fumble de 37 jardas para TD em seu primeiro touchdown na NFL contra o Houston Texans durante a semana 10. Ele também conseguiu 9 tackles e recuperou um fumble contra o Kansas City Chiefs na semana 8.

#### Temporada de 2005
Sanders começou os 10 primeiros jogos de 2005 e ganhou a reputação de um dos maiores hitters em sua posição na NFL. Ele fez 91 tackles naquela temporada e foi selecionado para o Pro Bowl de 2006 como Free Safety pelo time da AFC. Ele foi o primeiro Defensive Back a chegar ao Pro Bowl pelos Colts desde que a franquia chegou em Indianapolis.

#### Temporada de 2006: Super Bowl
Na temporada de 2006, Sanders jogou apenas 4 partidas na temporada regular por causa de um ferimento que ele sofreu antes. Nesses quatro jogos ele fez 27 tackles. Ele passou a ser chamado de "The Hulk" devido a violência e imprudência com que atacava os jogadores adversários decidindo alguns jogos. Os Colts durante aquele ano tiveram a pior defesa contra a corrida na Liga permitindo mais de 100 jardas pelo chão em todos os 16 jogos. Durantes os playoffs, contudo, Sanders retornou da sua contusão dando nova vida a defesa. Durante os playoffs da temporada de 2006-2007 a defesa dos Colts , com Sanders, se tornou a segunda melhor sedendo apenas 73.3 jardas por jogo. Sanders ajudou os Colts obtendo várias vitórias que ajudaram o time de Indianapolis a chegar ao Super Bowl XLI. Sanders teve uma performance sensacional na final de conferência da AFC title contra os Patriots. Enquanto os Patriots buscavam um first down para se manter no ataque e enrolar pelos próximos 3 minutos para manter a sua liderança de 34-31, Sanders mergulhou na frente do WR Troy Brown e defletiu o passe forçando os Patriots a chutar um punt dando ao QB Peyton Manning mais uma chance no ataque, e o RB Joseph Addai marcou o touchdown da vitória. Mais tarde, Sanders também teria uma excelente atuação contra o Chicago Bears no Super Bowl, forçando um fumble no running back Cedric Benson no começo do jogo e interceptou um passe do quarterback Rex Grossman no começo do 4° período depois que o cornerback Kelvin Hayden também interceptou Rex Grossman em uma jogada anterior o que contribui para a vitória por 29-17 conquistando o título.

#### Temporada de 2007: Defensive Player of the Year
Na temporada de 2007 da NFL, Sanders foi nomeado AFC Defensive Player of the Week na semana 2. Isso foi devido aos 11 tackles e 2.5 sacks que ele fez ontra o Tennessee Titans em Tennessee. Ele foi o grande responsável por parar o QB Vince Young no final da partida dando a vitória ao Indianapolis Colts por 22-20. Sanders encerrou aquele ano com 96 tackles, 3.5 sacks, 2 interceptações e 6 passes defletidos. Com ele no time como titular absoluto, os Colts acabaram tendo uma das melhores defesas da liga em particular contra o jogo corrido. Sanders foi notado pelo Head coach Tony Dungy como o safety no esquema Tampa 2 de sua defensa tornando-o um grande fator em parar as corridas adversárias.
No dia 28 de dezembro de 2007, Sanders renovou seu contrato com os Colts por 5 anos valendo US$37.5 milhões com US$20 milhões garantidos. Esse contrato fez dele um dos safetys mais bem pago da história da NFL.
No dia 7 de janeiro de 2008, Sanders foi nomeado AP Defensive Player of the Year (jogador Defensivo do Ano) da temporada da NFL de 2007, o primeiro jogador dos Colts a ganhar esse prêmio e o quarto safety na história da NFL a ganha-lo também. Ele levou 31 votos dos 50 possíveis. Com Bob Sanders no Rosters, os Colts tiveram uma das defesas mais físicas e inteligentes da liga e outro fato interessante é que Sanders não tem medo de se aproximar da linha de scrimmage para precionar o quarterback adversário. Sanders recebeu boa parte do crédito com relação a mudança de atitude da defesa que antes sedia uma média de 5.3 jardas por carregada em 2006 mas em 2007 foi apenas 3.8 jardas de média.

#### Temporada de 2008
Sanders deveria ter começado o training camp de 2008 na PUP list, mas o general manager Bill Polian falou que Bob Sanders poderia voltar mais cedo a ponto de pegar pelo menos metade do treinamento. No dia 24 de agosto, Sanders começou como titular junto com outro companheiro de time que vinha de contusão o DE Dwight Freeney no jogo da pré-temporada contra o Buffalo Bills.
No dia 17 de setembro de 2008, os Colts anunciaram que Bob Sanders ficaria de fora das semanas 4 a 6 por causa de uma contusão no tornozelo. A contusão ocorreu no segundo jogo dos Colts na temporada contra o Minnesota Vikings. Sanders foi substituído pelo safety reserva Melvin Bullitt.
Sanders saiu da lista dos contundidos junto com o colega Joseph Addai durante a semana 9 para enfrentar o New England Patriots. Depois de ter perdido 5 jogos seguidos por causa da contusão, Sanders teve uma boa performance e ajudou seu time a derrotar os Patriots com uma interceptação faltando 4 minutos no final do quarto período, sendo esta a sua primeira e única interceptação na temporada de 2008. Duranta uma entrevista feita no final da temporada, Tony Dungy falou que Sanders estava finalmente 100% curado deu uma lesão no joelho.
Mas Sanders perdeu mais uma vez jogos por causa de lesão, ficando de fora de um jogo na semana 11 contra o Houston Texans, devido mais uma vez a uma contusão no joelho sofrida na semana anterior em um jogo contra o Pittsburgh Steelers. A contusão no joelho o fez perder os próximos 2 jogos. O joelho de Sander e suas contusões se acumulavam desde a sua rookie season e o especialistas o classificaram como um injury prone. Apesar de Bob Sanders ter perdido 7 jogos até a semana 12 e nunca ter jogado todos os 16 jogos da temporada regular em sua carreira como profissional, ele ainda assim foi comparado com o Hall of Famer defensive back Ronnie Lott que fez 5 temporadas completas nos 15 anos que jogou pela liga, mas mesmo assim ele foi chamado de o melhor jogador defensivo de sua era.
Depois de perder os 2 últimos jogos da temporada regular, Sanders havia jogado apenas 6 jogos na temporada, sendo que ele ainda conseguiu fazer 39 tackles e uma interceptação. Sanders jogou na pós-tempodada mas não conseguiu ajudar os Colts que perderam novamente para o San Diego Chargers no jogo de playoff de divisão por um placar de 23 a 17.

#### Temporada de 2009
Em 2009, Sanders começou apenas duas partidas sendo colocado no injured reserve em 6 de novembro com uma contusão no braço. Ele conseguiu fazer seis tackles e uma interceptação nos dois jogos que atuou durante a temporada.

#### Temporada de 2010
Em 2010, Sanders acabou deixando o campo no primeiro jogo da temporada regular por casua de uma nova contusão. Em 14 de setembro de 2010, foi relatado que Sanders poderia perder toda a temporada regular por causa de um tendão do bíceps rompido. No ano seguinte foi dispensado pelo time.

### San Diego Chargers

#### Temporada de 2011
Na temporada de 2011, Sanders se transferiu para o San Diego Chargers como free agent, após incertezas quanto ao início da temporada.
Em 28 de setembro, Sanders foi posto no Injured Reserved (IR) devido a problemas no joelho que começaram depois de um jogo contra o Patriots, encerrando assim sua temporada. Ele foi dispensado na temporada seguinte.

## Números da carreira
| Ano   | Time | Jogos | Titular | Tackles | Sacks | Ints |
| 2004  | IND  | 6     | 4       | 34      | 0     | 0    |
| 2005  | IND  | 14    | 14      | 91      | 0     | 1    |
| 2006  | IND  | 4     | 4       | 27      | 0     | 1    |
| 2007  | IND  | 15    | 15      | 96      | 3,5   | 2    |
| 2008  | IND  | 6     | 6       | 39      | 0     | 1    |
| 2009  | IND  | 2     | 2       | 3       | 0     | 1    |
| 2010  | IND  | 1     | 1       | 0       | 0     | 0    |
| 2011  | SD   | 2     | 2       | 12      | 0     | 0    |
| Total | –    | 50    | 48      | 302     | 3,5   | 6    |